# Polypedilum parapicatum
Polypedilum parapicatum är en tvåvingeart som beskrevs av Niitsuma 1991. Polypedilum parapicatum ingår i släktet Polypedilum och familjen fjädermyggor. Inga underarter finns listade i Catalogue of Life.